# Château du Moulin
Pour les articles homonymes, voir moulin (homonymie).
Le château du Moulin est situé dans la commune de Lassay-sur-Croisne (Loir-et-Cher). Il fait l’objet d’une inscription au titre des monuments historiques depuis le 6 janvier 1926 et d'un classement depuis le 27 avril 1927.

## Fermeture
Depuis janvier 2020, le château du Moulin est définitivement fermé à la visite et mis en vente par ses actuels propriétaires.

## Histoire
Construit entre 1480 et 1501 pour Philippe du Moulin, ami de jeunesse du roi Charles VIII et anobli par ce dernier, à qui il avait sauvé la vie lors de la bataille de Fornoue en 1495. Cette demeure seigneuriale est l'œuvre de l'architecte de la cour Jacques de Persigny. Bâti avec des briques orangées et noires, sur un plan rectangulaire entouré de douves, son apparence de château fort médiéval était pourtant davantage destinée à marquer le nouveau rang de son propriétaire qu’à assurer une fonction défensive. La cour était autrefois entièrement close et ceinte de hauts murs.

## Architecture
De nos jours, il reste le châtelet encadrant l'entrée, le donjon, la courtine et une des tours qui a été rehaussée sous Louis XIII. Bien entretenu, il est encore habité. Sa visite permet de découvrir quelques pièces bien meublées. Le jardin potager a été redessiné au XXe siècle avec des parcelles de taille décroissante, pour donner l’illusion d’une plus grande profondeur ; le Conservatoire de la Fraise s'y est installé.

## Cinéma et télévision
Le site est régulièrement utilisé comme lieu de tournage de films historiques. Dès 1926, il est choisi par Jean Epstein pour tourner les scènes en extérieur de son film Mauprat d'après le roman de George Sand.
Au milieu des années 1960, le château du Moulin sert de cadre à la série télévisée Thierry la Fronde et en mars 2011  pour Le Roi, l'Écureuil et la Couleuvre. En 1962, pour l'émission télévisée (en noir et blanc) de Claude Santelli "le Théâtre de la Jeunesse" diffusée le jeudi et présentée par lui, Marcel Cravenne y tourne "le Fantôme des Canterville", une comédie d'Albert Husson d'après Oscar Wilde, avec notamment Christiane Desbois, Maria Pacôme, Jacques Fabbri et Claude Rich. 

## Galerie d'images

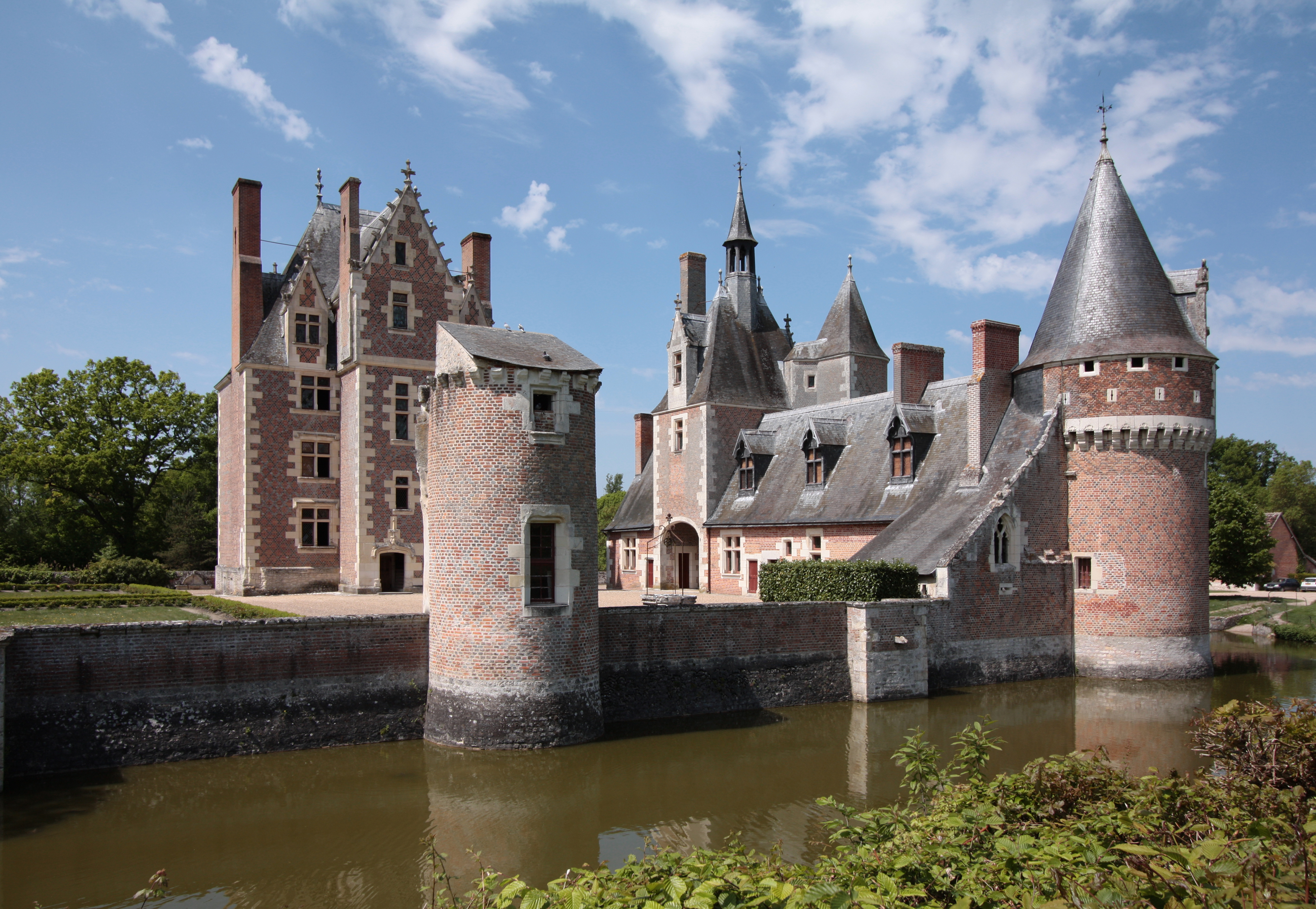
Vue arrière.
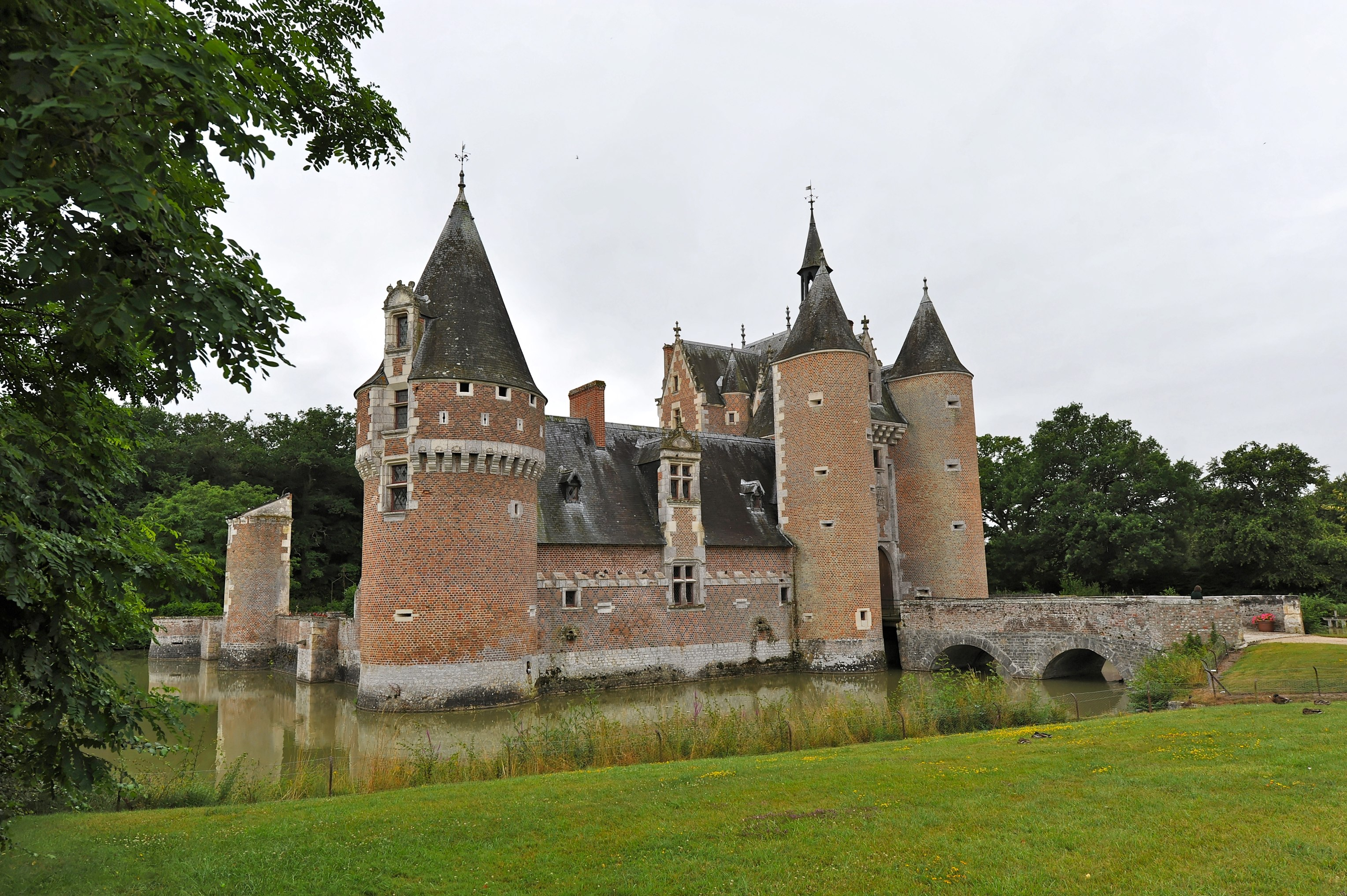
Douve et pont-levis.
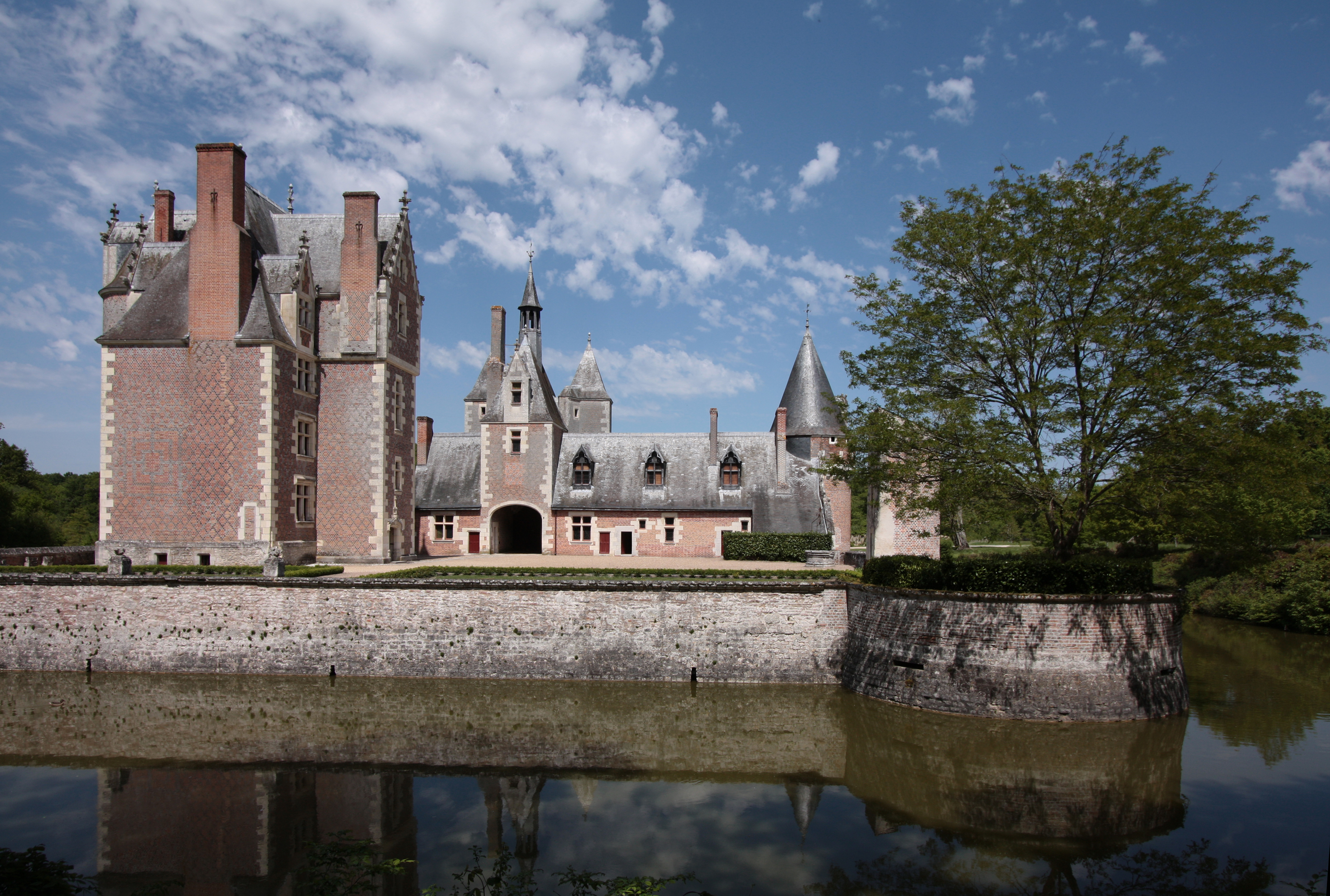
Cour intérieure.
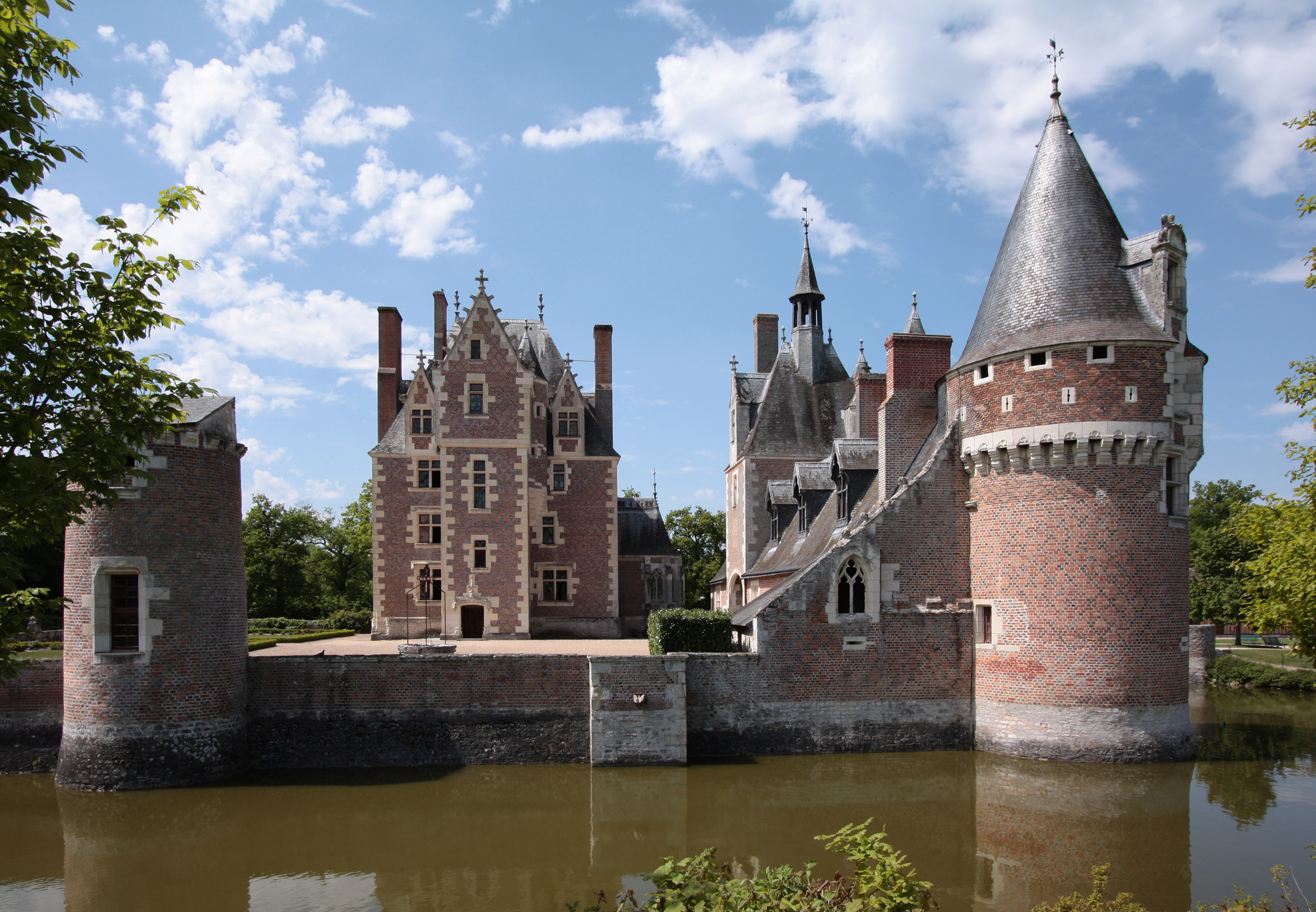
Corps d'habitation.